# Golegã
Golegã és un municipi portuguès, situat al districte de Santarém, a la regió d'Alentejo i a la subregió de Lezíria do Tejo. L'any 2006 tenia 5.589 habitants. Limita al nord-oest amb Vila Nova da Barquinha, a l'est i sud-est amb Chamusca, a l'oest amb Santarém i al nord-oest amb Torres Novas i amb Entroncamento.

## Població
| Població del municipi de Golegã (1801 – 2004) | Població del municipi de Golegã (1801 – 2004) | Població del municipi de Golegã (1801 – 2004) | Població del municipi de Golegã (1801 – 2004) | Població del municipi de Golegã (1801 – 2004) | Població del municipi de Golegã (1801 – 2004) | Població del municipi de Golegã (1801 – 2004) | Població del municipi de Golegã (1801 – 2004) | Població del municipi de Golegã (1801 – 2004) |
| --------------------------------------------- | --------------------------------------------- | --------------------------------------------- | --------------------------------------------- | --------------------------------------------- | --------------------------------------------- | --------------------------------------------- | --------------------------------------------- | --------------------------------------------- |
| 1801                                          | 1849                                          | 1900                                          | 1930                                          | 1960                                          | 1981                                          | 1991                                          | 2001                                          | 2004                                          |
| 2 452                                         | 2 866                                         | 5 694                                         | 6 325                                         | 6 150                                         | 5 963                                         | 6 072                                         | 5 710                                         | 5 629                                         |

## Freguesies
- Azinhaga
- Golegã